# Ламата, Мигель Анхель
Мигель Анхель Лама́та (исп. Miguel Ángel Lamata; род. 1968, Сарагоса) — испанский сценарист и режиссёр кино и телевидения, писатель.

## Биография
Начинал в кино с короткометражных фильмов, посвящённых внутреннему миру человека. Работал на разных местных каналах в Сарагосе, впоследствии переехал в Мадрид, где работал с Пепе Наварро. В 2002 году впервые выступил режиссёром полнометражного фильма «Фильм про зомби». Снялся в камео в сериале ¿Qué fue de Jorge Sanz?.

## Фильмография
- Фильм про зомби / Una de zombis
- Иси и Диси. Высокое напряжение / Isi/Disi: Alto voltaje
- Неудовлетворённое сексуальное напряжение / Tensión sexual no resuelta
- Наши любовники / Nuestros amantes